# Francisco Santamaría
Francisco Santamaría Mirones (Santander, 8 settembre 1936) è un ex calciatore spagnolo, di ruolo difensore.

## Caratteristiche tecniche
Fu un difensore di grande personalità, che intimidiva gli avversari con la sua forza fisica.

## Carriera

### Giocatore

#### Club
Francisco Santamaría Mirones nacque a Santander, in Cantabria. Fu un alunno dei Salesiani e iniziò a giocare a calcio nella squadra della sua scuola, che si trovava in via General Dávila.
Disputò il Torneo Los Barrios con il San Roque e successivamente entrò nelle giovanili del Racing Santander, con cui vinse diverse edizioni del torneo organizzato da un famoso giornale della Cantabria, il Diario Alerta.
Giocò in Tercera División con il Rayo Cantabria e nel 1956 passò al Racing Santander in prima squadra.
Diventò uno dei capitani più giovani della storia del Racing.
Nel 1962 passò al Real Saragozza. Nella sua prima stagione con gli aragonesi fu molto utilizzato dall'allenatore César Rodríguez Álvarez. Giocò con regolarità per altre sei stagioni nella leggendaria squadra conosciuta come Los Magníficos, fino al ritiro avvenuto nel 1969.
In totale con il Real Saragozza giocò 153 partite in campionato, tutte in Primera División, segnando un gol.
Nella stagione 1963-1964 vinse la Coppa del Re e la Coppa delle Fiere. Nella stagione 1965-1966 vinse di nuovo la Coppa del Re.

#### Nazionale
Giocò con la Selezione della Cantabria.
Giocò anche con le Nazionali giovanili spagnole, partecipando da capitano ad un torneo internazionale organizzato dalla UEFA in Italia nel 1955. Nello stesso anno partecipò anche ai Giochi del Mediterraneo.
Collezionò 1 presenza con la Nazionale maggiore, senza mai segnare.

### Dopo il ritiro
Dopo il ritirò fu direttore generale del Real Saragozza e successivamente segretario tecnico dello Xerez.

## Palmarès

### Club

#### Competizioni nazionali
- Coppa di Spagna: 2

Real Saragozza: 1963-1964, 1965-1966

#### Competizioni internazionali
- Coppa delle Fiere: 1

Real Saragozza: 1963-1964